# 它盘

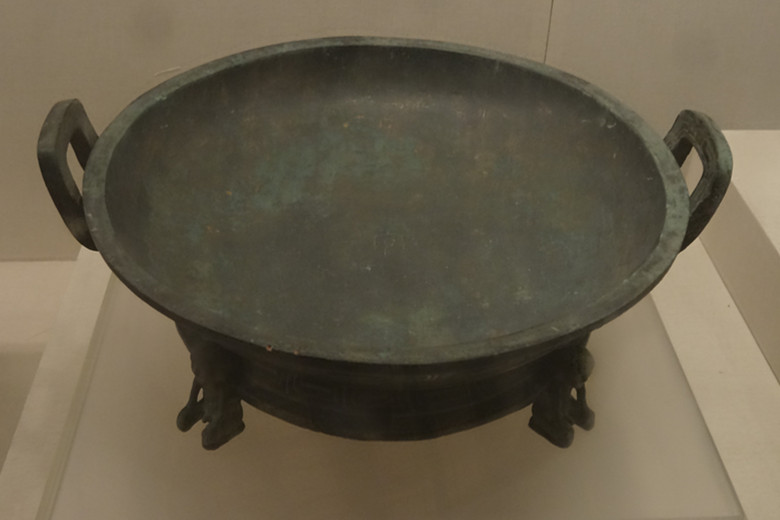
它盘

它盘，中国西周时期的一件青铜器，器形为盛水器“盘”，是贵族宴飨时行沃盥之礼所用。该器1963年出土于陕西省扶风县齐家村西周铜器窖藏。盘内底部有形一字铭文，并因而得名。现藏于陕西历史博物馆。

## 形制
商周时期，祭祀、宴饮时需要进行“沃盥之礼”。《禮記·内则》载：“进盥，少者奉盘，长者奉水，请沃盥，盥卒授巾”也就是年长的侍者持匜向贵族手上浇水，年幼的侍者端着盘在下面承接弃水。沃盥时，西周中期以前流行用青铜盉浇水，而用青铜盘接水；西周晚期及春秋战国时，流行青铜匜浇水，盘接水；到战国以后，盘逐渐被一种称为“洗”的器具代替。西周及春秋战国时期的青铜盘一般都设有双耳，盘腹较商代的要有所变浅，部分会在圈足上另外附足以增加盘的高度。它盘属于典型的西周晚期青铜器风格。
它盘原器通高14.1厘米，口径40.4厘米，腹深6.8厘米，重8.3公斤。平唇，浅腹，腹饰重环纹。双附耳向上高出口沿。圈足饰斜角夔纹，圈足下有四个裸体男子作为附足。附足四人眉眼俱全，作跪式跽坐，臀部垫于足上，双手扶膝，肩承于盘。而且特别值得注意的是，四人都缺一条腿，均为受过刖刑的奴隶，刖刑为《尚书·吕刑》所载的商周五刑之一，与墨、劓、宫、杀为并称，指将受刑的犯人的双足或一足剁去。据《周礼·秋官》中记载：“刖者使守门，劓者使守关，宫者使守积”，它盘圈足下的断足人为古籍中受过刖刑的人物形象提供了实物佐证。

## 相关文物
它盘1963年1月出土于陕西省扶风县齐家村东的一处西周铜器窖藏，同期出土的还有它盉、日己方尊、日己方彝、日己觥等器物。而带有“它”字铭文的青铜器，除了1963年扶风县齐家村窑藏中出土的它盘和它盉，1958年扶风县齐家村窑藏中曾出土过两件它鬲。